# Andrija Mohorovičić
Andrija Mohorovičić (ur. 23 stycznia 1857, zm. 18 grudnia 1936 w Zagrzebiu) – chorwacki geofizyk, meteorolog i sejsmolog.
Jest odkrywcą strefy przejściowej pomiędzy skorupą i płaszczem Ziemi (nieciągłości Mohorovičicia lub nieciągłości Moho), którą opisał w 1909 roku po badaniach wędrówki fal sejsmicznych.
Na jego cześć nazwano planetoidę (8422) Mohorovičić i okręt hydrograficzny „Andrija Mohorovičić”.